# Asociación Antiguos Alumnos de La Salle
La Asociación Antiguos Alumnos de La Salle, más conocido como La Salle de Los Corrales y más tarde como La Salle-Authi por cuestión de patrocinio, fue un club polideportivo de Los Corrales de Buelna (Cantabria), fundado en 1963. El club fue el antecesor directo del GD Teka de Santander.

## Historia[1]
El club se fundó en 1963 con el objetivo de promocionar la actividad deportiva en Los Corrales, como complemento de las actividades educativas de la institución sallista local. Las disciplinas deportivas que formaron parte del club fueron el balonmano y el fútbol en su origen, a las que se añadiría el baloncesto más adelante, siendo la primera de ellas en la que más destacó el club del valle de Buelna.
La sección de balonmano logró en tan sólo tres años ser el más importante club en Cantabria, ascendiendo de categoría Regional a Primera nacional (por entonces la segunda categoría del balonmano español, por detrás de la División de Honor). Ya en la campaña 1966-67 logró el campeonato de Primera División.
Después de mantenerse unos años en esta categoría, los problemas económicos de la factoría Quijano de Los Corrales, que apoyaba al club sallista, hicieron que esta lo dejara de ayudar económicamente. Ante esta eventualidad las opciones que se abrían era encontrar un nuevo patrocinador o la renuncia a la Primera División para comenzar desde cero en regional. Finalmente la fábrica de componentes para automóviles corraliega AUTHI se hizo cargo del equipo, que a partir de la campaña 1971-72 pasó a denominarse La Salle-Authi. El club permaneció entre la Primera División y la Segunda División, categoría en la que militaba la temporada 1974-75 cuando, al vencer en la promoción de ascenso a Primera, se vio en la disyuntiva de renunciar al ascenso por no disponer de una pista cubierta donde disputar sus encuentros o encontrar un pabellón con dicha característica. Finalmente uno de los jugadores logró convencer a los responsables de la factoría Teka de Santander para que incluyeran al equipo dentro de su sección deportiva. De esta forma La Salle-Authi se fusionó con el Santander OJE, trasladándose a la capital cántabra dando origen al Teka.

### Desaparición del club
Durante unos años después del traslado del equipo a Santander, La Salle de Los Corrales continuó con un equipo de balonmano en Segunda División, patrocinado por la chocolatera Horno San José. Disputó la fase de ascenso a Primera en 1976 (frente a CHF Ademar, Juventud de Málaga y Ripollet) y en 1979 (frente a Telefónica Oviedo, Sociedad Atlética Redondela, Santa Cristina, Iberduero de Bilbao y Dominicos de Zaragoza. Posteriormente disputó otra fase de ascenso a Primera que ganó al Club Balonmano Crevillente, pero una vez más tuvo que renunciar al ascenso. Finalmente el club dejó de existir en 1984.

## Club Deportivo De La Salle
En la actualidad existe otro club de balonmano en la ciudad, el Club Deportivo De La Salle, fundado en 1988 con equipos en categorías inferiores, hasta que en 1996 saca equipo senior. La campaña 1996-97 el nuevo club sallista se proclama campeón de Segunda Territorial, ascendiendo a Segunda División nacional. Se mantiene trece temporadas en Segunda (1997-98 a 2009-10), logrando dos campeonatos (2007-08 y 2009-10) y dos subcampeonatos (2002-03 y 2008-09) de su grupo en la categoría, y un subcampeonato global de Segunda en 2009-10, jugando dos fases de ascenso a Primera. Tras lograr el ascenso en 2009-10 el club participa en Primera División (tercera categoría del balonmano nacional) la temporada 2010-11, finalizando la temporada en 12.ª posición y logrando la permanencia. La temporada 2011-12 finaliza octavo de su grupo, logrando de nuevo la permanencia. En 2012-13 finaliza 9º, y la temporada 2013-14 acaba 4º en lo que es la mejor clasificación de su historia hasta la fecha.